# Jabbo Oltmanns
Jabbo Oltmanns, född den 18 maj 1783 i Wittmund (Ostfriesland), död den 27 november 1833 i Berlin, var en tysk matematiker och astronom.
Med rekommendation från Ludwig von Vincke begav sig Oltmanns 1805 till Berlin och blev där medarbetare till Johann Elert Bode. Han hjälpte Bode med de astronomiska observationerna och i arbetet med Berliner Astronomisches Jahrbuch, där också hans första egna skrifter publicerades. Redan samma år som han kom till Berlin lärde han känna Alexander von Humboldt och samarbetade även med denne. Oltmanns bearbetade dennes observationer och beräknade med utgångspunkt från dem de geografiska positionerna för talrika orter i Mellan- och Sydamerika, varvid han även nyttjade andra forskningsresandes uppgifter. För detta arbete erhöll Oltmanns den samtida vetenskapliga världens erkänsla, vilket framgår av att han tilldelades Lalandepriset av Franska vetenskapsakademien 1811. Alexander von Humboldt uttalar sig mycket berömmande om honom i ett brev till Franz Xaver von Zach. Dessa tidiga framgångar kom dock att ligga honom i fatet under hans senare levnadsbana. Visserligen kallades han av Wilhelm von Humboldt till en professur vid det nygrundade universitetet i Berlin, kombinerad med ledamotskap i preussiska vetenskapsakademien, men även den franska regeringen hade fått upp ögonen för den begåvade unge mannen och kallade honom 1810 till underprefekt och räntmästare i sin hembygd. År 1812 avsade sig Oltmanns därför sina befattningar i Berlin, då han inte kunde sköta sina arbetsuppgifter där utan att vara på plats. När fransmännen följande år lämnade Ostfriesland förlorade Oltmanns sitt ämbete inom förvaltningen. Han ägnade sig därefter åt matematikundervisning och fortsatt vetenskapligt arbete, vilket 1824 slutligen fick till följd, att kung Fredrik Vilhelm III utnämnde Oltmanns till ordinarie professor vid Berlins universitet i ämnet använd matematik, en tjänst han innehade till sin död.